# Eisenwerke Kaiserslautern

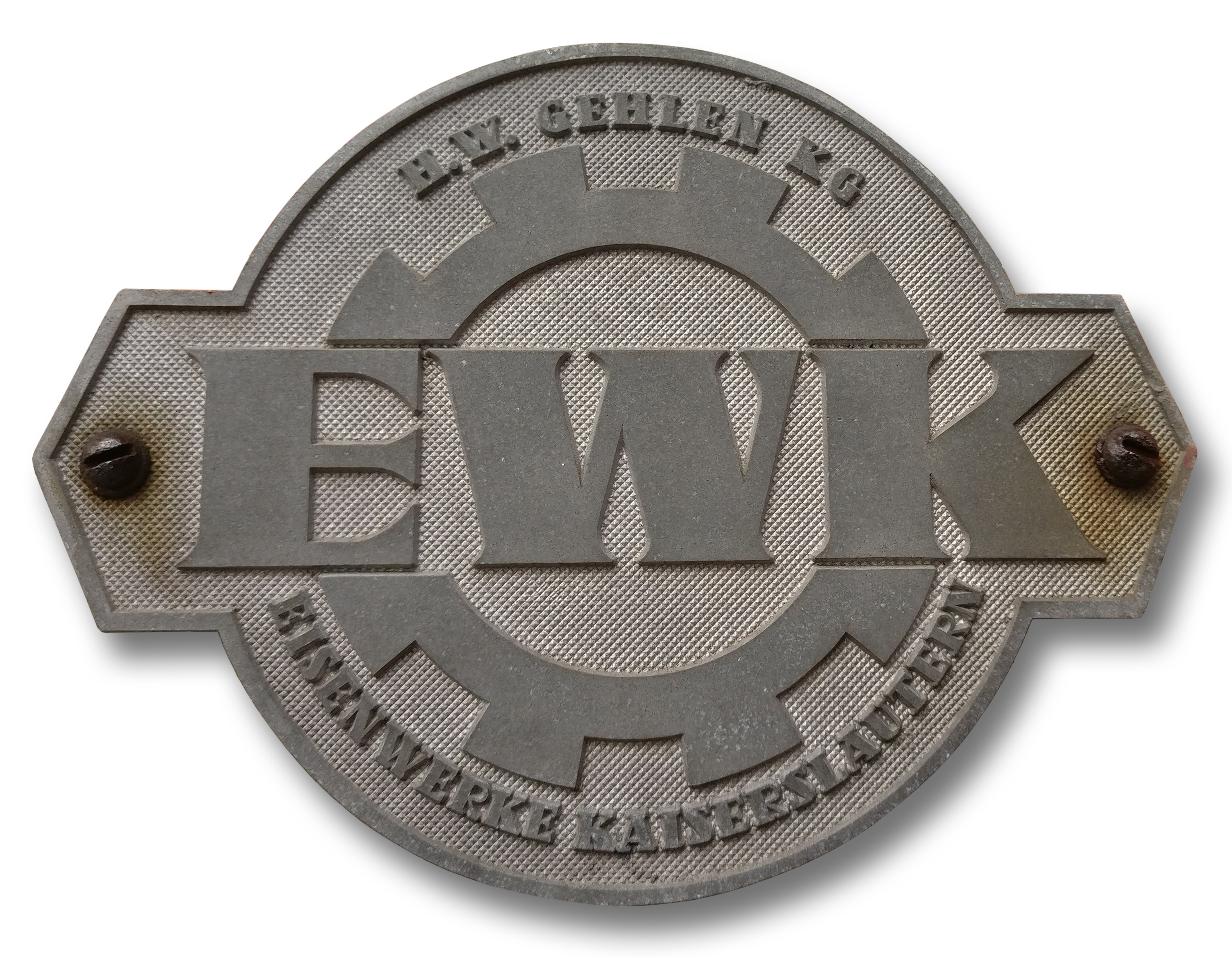
Unternehmenslogo EWK

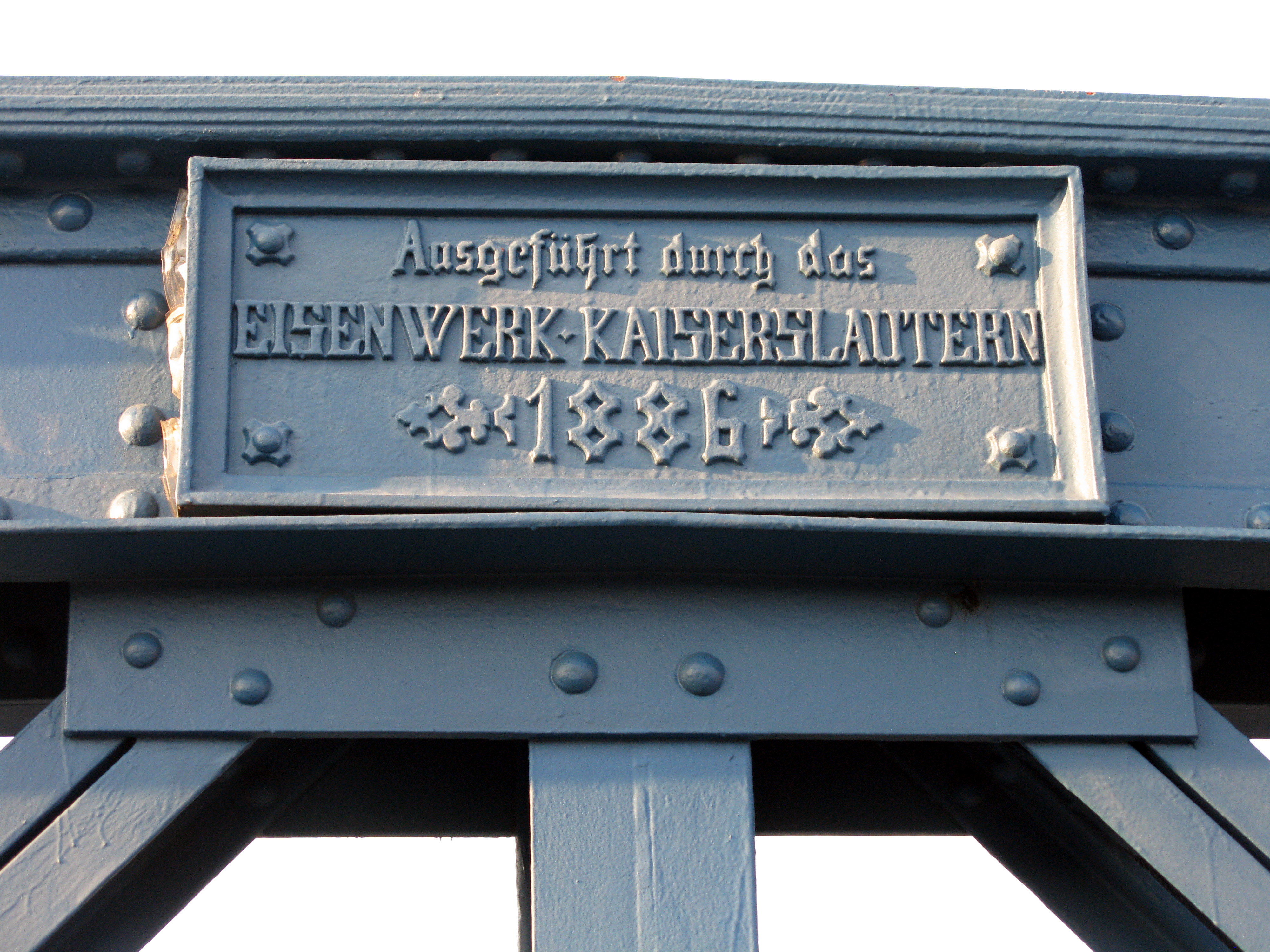
Inschrift an der Wiwilí-Brücke in Freiburg im Breisgau

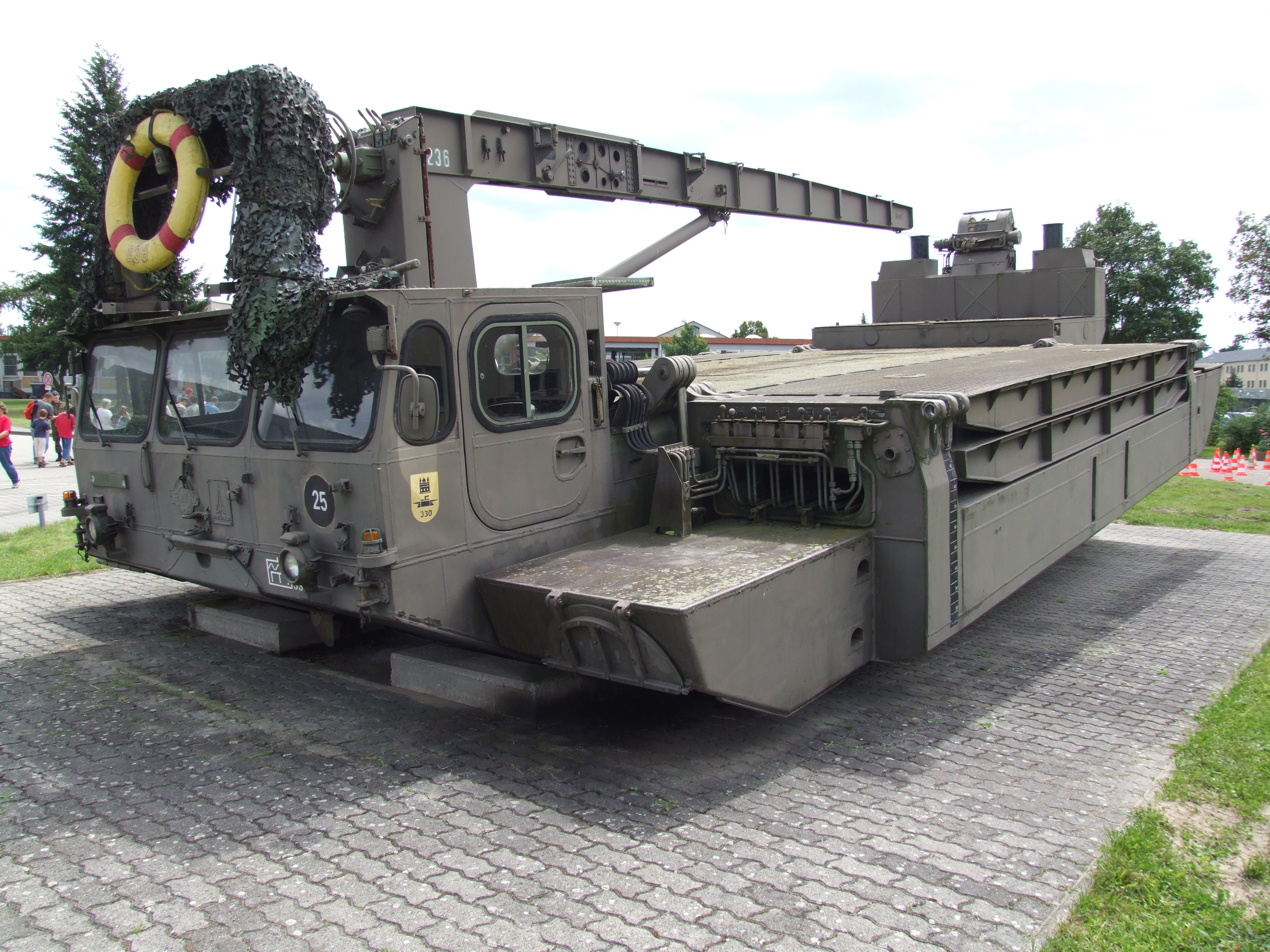
Pionierbrückenfahrzeug der Eisenwerke Kaiserslautern, aufgestellt in der Kurpfalz-Kaserne in Speyer-Nord

Die Eisenwerke Kaiserslautern (EWK) waren von 1864 bis 2002 ein Eisen- und Stahlbauunternehmen in Kaiserslautern. Im Jahr 2002 wurde das Unternehmen in zwei Geschäftsbereiche aufgespalten und aufgelöst.
Der Bereich Umwelttechnik (ehemalige Zschocke-Werke) wurde in die EWK Umwelttechnik GmbH überführt und das Stahl- und Rüstungsgeschäft kaufte der US-amerikanische Rüstungskonzern General Dynamics, der die EWK zunächst seiner spanischen Tochtergesellschaft Santa Bárbara Sistemas angegliederte. Später wurde die Tochtergesellschaft in die General Dynamics European Land Systems überführt. Das ehemalige Kerngeschäft der EWK ist heute Bestandteil der General Dynamics European Land Systems-Germany GmbH.

## Geschichte

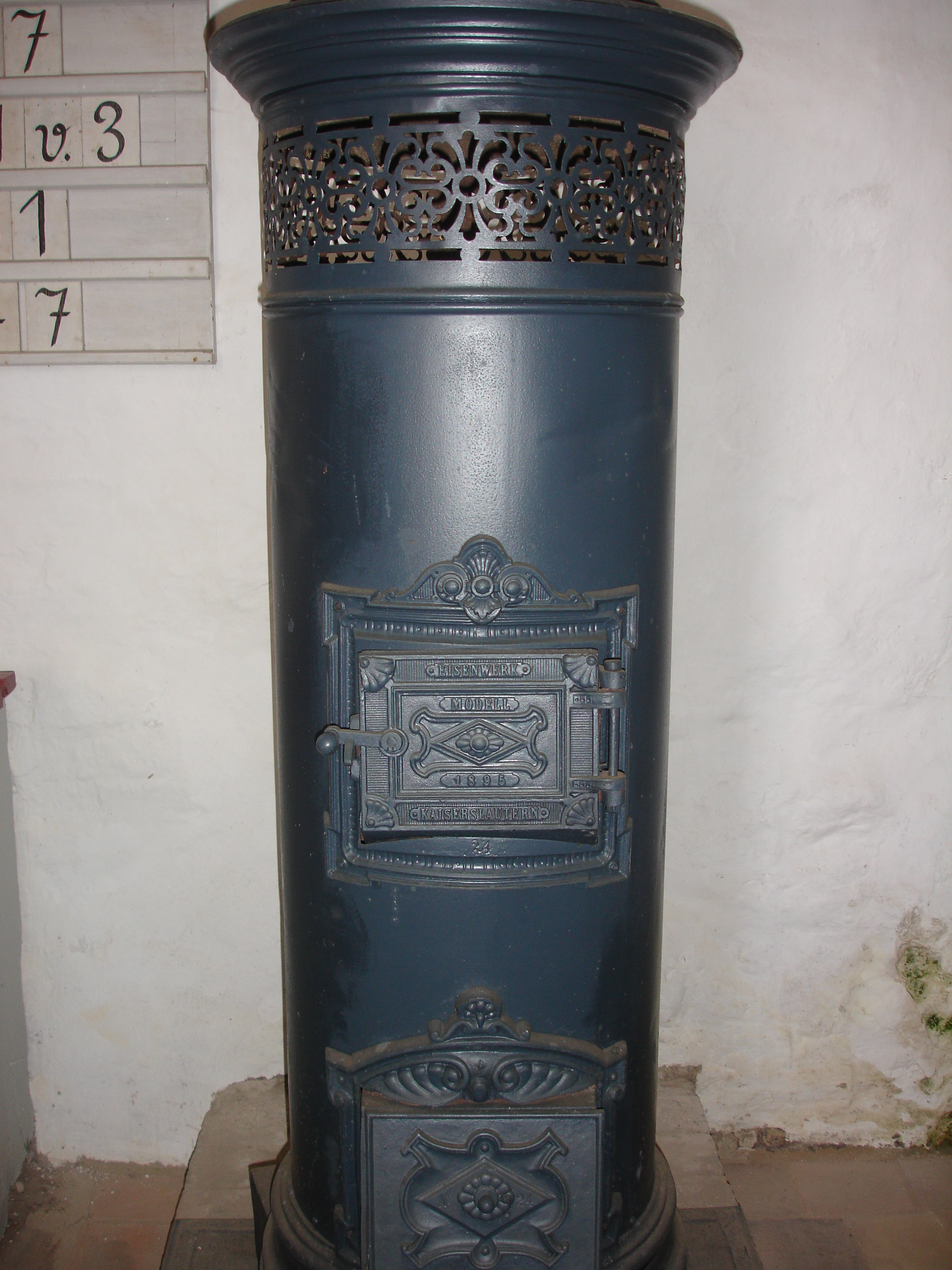
Ein Gussofen der Eisenwerke Kaiserslautern in der Prestiner Kirche

Aktie über 100 RM des Eisenwerk Kaiserslautern vom 1. April 1933

Die EWK wurden im September 1864 auf Initiative der Industriellen Carl Friedrich Euler, Leiter der Gienanth’schen Eisenwerke in Trippstadt und Hochstein, und Franz Flamin Meuth gegründet. Bereits 1877 wurde das Unternehmen für seine gewerblichen Leistungen ausgezeichnet. Bis in die Mitte des 20. Jahrhunderts hinein lag der Tätigkeitsschwerpunkt bei Eisen- und Stahlkonstruktionen für die Bauindustrie, den Brücken- und Straßenbau, sowie bei Gussöfen und Heizungssystemen. Nach dem Zweiten Weltkrieg spezialisierte sich das Unternehmen auf die Produktion mobiler militärischer Brücken. 1964 kam durch die Übernahme der Zschocke-Werke der Bereich Umwelttechnik hinzu. Das traditionsreiche Eisen- und Stahlunternehmen existierte 138 Jahre lang.

## Standort
Traditioneller Standort des Unternehmens ist die Barbarossastraße in der Nähe des Kaiserslauterer Hauptbahnhofs, an der Bahnstrecke Kaiserslautern-Neustadt gelegen. Hier befinden sich noch heute die Sitze der beiden Unternehmen.

## General Dynamics European Land Systems – Germany

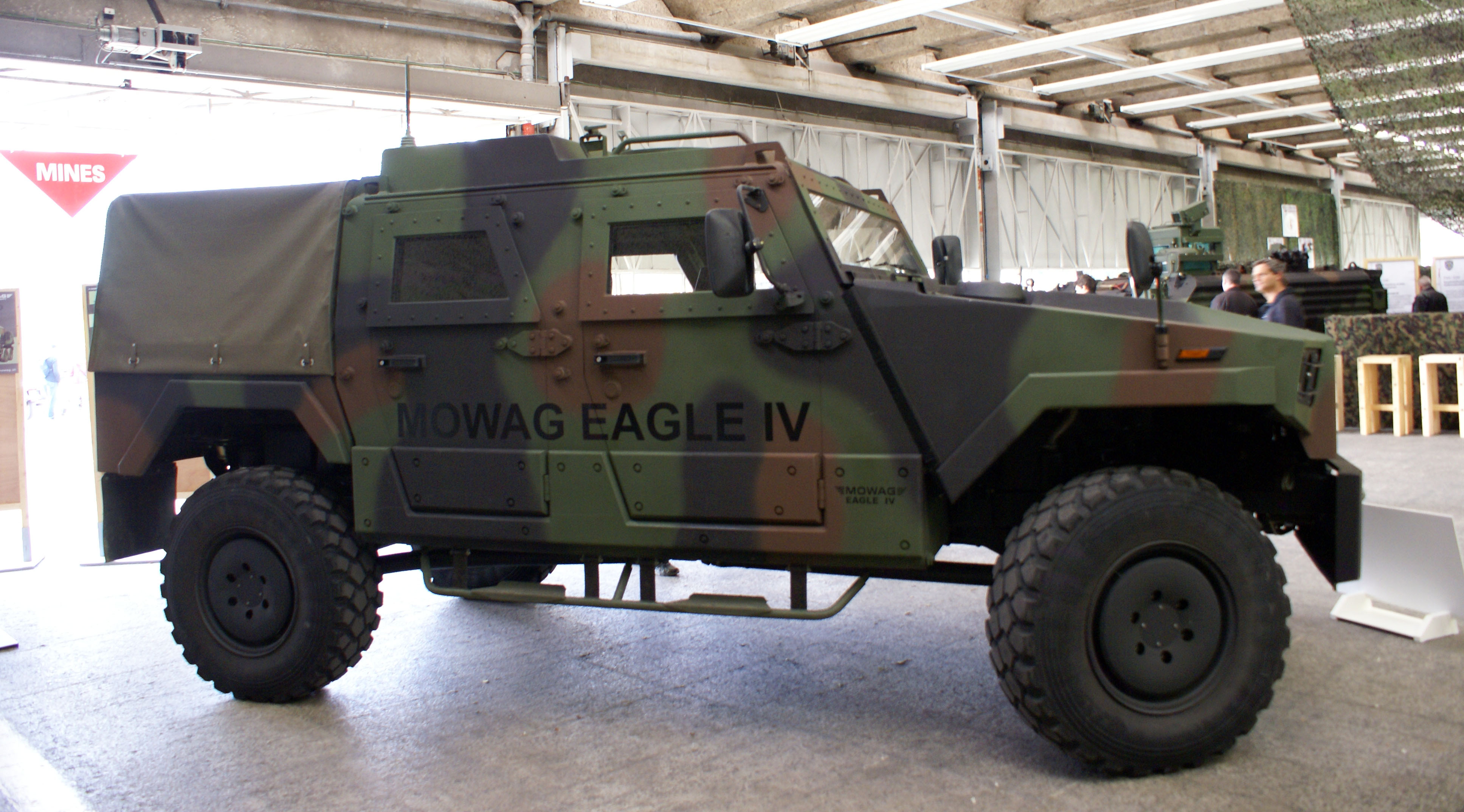
Mowag Eagle IV

General Dynamics European Land Systems-Germany GmbH fertigt verschiedene Arten von mobilen militärischen Brücken, so die Amphibie M3 (ein amphibisches Brücken- und Fährenfahrzeug, unter anderem bei den Streitkräften Deutschlands, Großbritanniens, Taiwans und Singapurs im Einsatz), die Faltschwimmbrücke 2, die Infanteriebrücke IAB sowie die Faltschnellbrücke REBS.
2009 bestellte die Bundeswehr 200 Exemplare des Spezialfahrzeugs Eagle IV im Wert von 100 Mio. Euro, unter anderem für den Einsatz in Afghanistan. Die Vormontage erfolgt in der Schweiz durch General Dynamics European Land Systems – Mowag GmbH, die Endmontage in Kaiserslautern.
Neben dem Stammwerk in Kaiserslautern besteht ein weiteres Werk auf dem Areal der ehemaligen US-Airbase Sembach.

## EWK Umwelttechnik GmbH
Tätigkeitsschwerpunkt der EWK Umwelttechnik GmbH waren Abluft-, Abgas- und Prozessgasreinigungsanlagen sowie Wasseraufbereitungsanlagen. Das Unternehmen wurde 2021 von der finnischen Valmet-Gruppe gekauft. Der Unternehmenssitz in der Kantstraße in Kaiserslautern wird aktuell noch als Standort weitergeführt, jedoch zum 31. Dezember 2024 geschlossen.